# نوی-زلاند
نوی-زلاند (به آلمانی: Neu-Seeland) یک شهر در آلمان است که در اوبرشپریوالد-لاوزیتس واقع شده‌است. نوی-زلاند  ۸۱۷ نفر جمعیت دارد.